# Al-Hazem
Der al-Hazem Football Club (arabisch نادي الحزم, DMG Nādī l-Ḥazm) ist ein 1957 gegründeter saudi-arabischer Fußballverein aus ar-Rass in der Provinz al-Qasim. Aktuell spielt der Verein der in der ersten Liga, der Saudi Professional League.

## Geschichte
al-Hazem gewann die Saudi Third Division (vierte Liga) in der Saison 1997/98 und wurde in der Saison 1999/00 erstmals Vizemeister in der Saudi Second Division (dritte Liga), womit der Klub erneut aufstieg. Der Verein gewann die Saudi First Division (zweite Liga) in der Saison 2004/05 und erreichte damit erstmals den Aufstieg in die höchste Spielklasse. Der Verein spielte sechs Saisons hintereinander in der höchsten Spielklasse, bevor er abstieg. 2018 stieg der Verein wieder in die erste Liga auf. 2022 erfolgte der erneute Abstieg, 2023 der direkte Wiederaufstieg. Die Saison 2023/24 in der Saudi Pro League beendete der Verein als Tabellenletzter und stieg somit erneut in die Saudi First Division ab. Ein Jahr später gelang der direkte Wiederaufstieg. 

## Erfolge
- Saudi First Division League

1. Platz: 2004/05, 2020/21
2. Platz: 2017/18, 2022/23
3. Platz: 2024/25
- Saudi Second Division

2. Platz: 1999/00
- Saudi Third Division

1. Platz: 1997/98
- Al-Qassim Regional League

1. Platz: 1967/68, 1969/70, 1970/71, 1971/72, 1980/81, 1984/85, 1990/91, 1994/95, 1997/98

## Stadion
Der Verein trägt seine Heimspiele im Al-Hazem-Club Stadium in Ar Rass aus, welches er sich mit dem Stadtrivalen al-Kholood teilt.

## Bekannte Spieler
- Kennedy Igboananike (2019)
- Carlos Strandberg (2019–)

## Bekannte Trainer
- Daniel Isăilă (2018–2020)